# Podbrezová
Podbrezová – wieś (obec) na Słowacji położona w kraju bańskobystrzyckim, w powiecie Brezno. Pierwsze wzmianki o miejscowości pochodzą z 1953 roku. Aktualnie składa się z sześciu "dzielnic" - dawniej samodzielnych jednostek osadniczych, symbolizowanych sześcioma gwiazdami w herbie wsi. Są to:
- Chvatimech
- Lopej
- Podbrezová
- Skalica
- Štiavnička
- Vajsková

W miejscowości jest stacja kolejowa Podbrezová.

## Położenie
Wieś, o charakterze dużej, przemysłowej osady, leży w dolinie Hronu, a częściowo również w dolinach jego prawobrzeżnych dopływów (Bystrianka i Vajskovský potok). Zabudowa jej poszczególnych części jest w dużym stopniu uwarunkowana usytuowaniem różnych wydziałów miejscowej huty.

## Historia
Właściwa Podbrezová powstała w połowie XIX wieku jako robotnicza osada, rozłożona przy nowej walcowni, należącej do huty w Hroncu. Rozwój osady nastąpił pod koniec XIX wieku w związku z uruchomieniem linii kolejowej z Bańskiej Bystrzycy do Brezna. Z czasem zakład rozrósł się znacznie, a po zaprzestaniu działalności huty w Krompachach zajął pozycję największej huty na terenie dzisiejszej Słowacji. Otaczające go osady stały się jednym z największych skupisk robotniczych i jednym z najstarszych i najprężniejszych ośrodków ruchu komunistycznego w tym kraju.

## Demografia
Na początku lat 80. XX wieku liczba ludności Podbrezovej wynosiła ok. 3300. Według danych z dnia 31 grudnia 2012 roku, wieś zamieszkiwało 4057 osób, w tym 2065 kobiet i 1992 mężczyzn.
W 2001 roku rozkład populacji względem narodowości i przynależności etnicznej wyglądał następująco:
- Słowacy – 97%
- Czesi – 1,02%
- Morawianie – 0,05%
- Niemcy – 0,02%
- Polacy – 0,05%
- Romowie – 0,88%
- Rusini – 0,02%
- Ukraińcy – 0,02%
- Węgrzy – 0,3%

Ze względu na wyznawaną religię struktura mieszkańców kształtowała się w 2001 roku następująco:
- Katolicy rzymscy – %
- Grekokatolicy – %
- Ewangelicy – %
- Prawosławni – %
- Husyci – %
- Ateiści – %
- Przedstawiciele innych wyznań – %
- Nie podano – %